# Neuronenmodell
Ein Neuronenmodell ist ein mathematisches Modell einer Nervenzelle (eines Neurons), das die zeitliche Änderung des Membranpotentials oder einer anderen Kenngröße der Zelle beschreibt. 
Dazu werden meist Differentialgleichungen eingesetzt. Biophysikalische Grundlage einer solchen Beschreibung ist die Tatsache, dass sich die Spannung, die eine Nervenzelle gegenüber ihrer Umgebung aufweist, durch Ströme von geladenen Teilchen durch so genannte Ionenkanäle dynamisch verändert, und dass diese physikalischen Vorgänge durch die Theorie der Elektrizitätslehre beschrieben werden können. Kanäle, die selbst eine Dynamik aufweisen, also zum Beispiel spannungsabhängig sind, können über eigene Gleichungen beschrieben werden, die das stochastische Öffnen und Schließen des Kanals abbilden. 
Zusammen bilden die Gleichungen, die das Verhalten der Nervenzelle beschreiben, ein dynamisches System, das sich insbesondere durch nichtlineare Gleichungen auszeichnet. Diese Nichtlinearitäten können viele der komplexen Verhaltensweisen von Nervenzellen erklären, zum Beispiel den sprunghaften Anstieg des Membranpotentials bei einem Aktionspotential.

## Anwendung
Neuronenmodelle kommen vor allem in der Computational Neuroscience zum Einsatz, wo sie zur systematischen Untersuchung von Gehirnfunktionen verwendet werden. Man versucht, das Verhalten von echten Nervenzellen, das in elektrophysiologischen Experimenten gemessen wurde, im Modell nachzubilden und anhand der Gleichungen zu verstehen, indem man sie mathematisch untersucht oder im Computer simuliert. Auf diese Weise können auch Vorhersagen für neue Experimente abgeleitet werden. Diese können dann zur Überprüfung des Modells herangezogen werden. Im besten Fall führt ein solcher modellgeleiteter Ansatz zu neuen Experimenten und Erkenntnissen, auf die man ohne die Modellierung nicht gekommen wäre. 
Neuronenmodelle werden auch als Bestandteil von Modellen neuronaler Netze eingesetzt. Hier interessiert man sich für das Zusammenspiel von Nervenzellen und kann so ähnliche Studien durchführen wie auf der Ebene der einzelnen Zellen. 
Stark idealisierte Neuronenmodelle wie die McCulloch-Pitts-Zelle werden auch in künstlichen neuronalen Netzen verwendet. In solchen Netzen wird die stark parallelisierte, durch Lernen getriebene Verarbeitungsstrategie des Gehirns nachgeahmt, um komplexe technische Probleme, wie die Vorhersage des Verhaltens einer Zeitreihe oder die Erkennung von Mustern in Bildern zu lösen.

## Arten von Neuronenmodellen
Je nach Einsatzgebiet unterschieden sich die verschiedenen Neuronenmodelle stark in ihrer Abstraktion von den biophysikalischen Gegebenheiten. 

### Hodgkin-Huxley-Modelle
Modelle vom Hodgkin-Huxley-Typ modellieren explizit das dynamische Verhalten der Ionenkanäle durch eigene Differentialgleichungen. Die Parameter dieser Gleichungen werden direkt aus elektrophysiologischen Messungen abgeleitet. In der Ursprungsversion von Hodgkin und Huxley verfügte das Modell über einen Natrium- und einen Kalium-Kanal und wurde durch vier Differentialgleichungen beschrieben. Modelle dieses Typs eignen sich aber auch besonders gut, um die Eigenschaften von weiteren Ionenkanälen (wie etwa Kalzium-Kanäle) und ihre Auswirkungen auf die Dynamik der Nervenzelle zu untersuchen (z. B. Adaptation an wiederholt präsentierte Reize, Refraktärzeit, Resonanzphänomene).

### Erweiterungen der Hodgkin-Huxley-Modelle
Allerdings stellen selbst die Hodgkin-Huxley-Modelle bereits in verschiedener Hinsicht Idealisierungen dar. Insbesondere können Ionenkanäle in Wirklichkeit nur offen oder geschlossen sein und ändern diese Zustände stochastisch. Daher stellt die Modellierung der Kanäle durch kontinuierliche "Gating-Variable", die Werte zwischen Null (Kanal vollständig geschlossen) und Eins (Kanal vollständig offen) annehmen können, nur eine Annäherung dar (genauer: eine mean field-Annäherung). Eine genauere Modellierung der Kanaldynamik kann mithilfe von Markow-Ketten erfolgen, die genau solche zufälligen Zustandsübergänge abbilden. 
Zum anderen beschreibt das Hodgkin-Huxley-Modell eine Nervenzelle als ein punktförmiges Gebilde ohne geometrische Ausdehnung (genauer: als einen stochastischer Punktprozess). Damit wird die komplexe Morphologie echter Nervenzellen, insbesondere ihre oft weitverzweigten Dendritenbäume, ignoriert. Daher wurden sogenannte Kompartiment-Modelle entwickelt, die die einzelnen Bestandteile (Kompartiments) einer Nervenzelle wie Soma, Axon und Dendriten im Prinzip wie eigenständige Zellen behandeln. Diese können dann, ggf. mit unterschiedlichen Parametern, im Rahmen des Hodgkin-Huxley-Formalismus modelliert werden. Die Verbindungen zwischen den Kompartiments, also der Ionenfluss innerhalb der Zelle, werden mithilfe der Kabeltheorie wie eine elektrische Schaltung mit Verzweigungen behandelt (siehe auch: Kirchhoffsche Regeln, Netzwerkanalyse (Elektrotechnik)). In solchen Modellen kann die experimentell bestimmte Morphologie echter Zellen eingebaut werden, um ihre Auswirkungen auf die dynamischen Eigenschaften der Zelle zu studieren (z. B. räumliche und zeitliche Integration von synaptischen Reizen, dendritische Spikes). Solche Modelle werden im Computer sehr häufig mit spezialisierten Programmen wie NEURON simuliert.

### Reduzierte Modelle spikender Neurone
Auf der anderen Seite gab es auch Bestrebungen, das komplexe Hodgkin-Huxley-Modell zu vereinfachen, dabei aber seine wesentlichen dynamischen Eigenschaften zu erhalten. Dazu wurden reduzierte Modelle eingeführt, die die Zahl der Differentialgleichungen verringern oder ihre Struktur vereinfachen. Beispiele sind das Hindmarsh-Rose-Modell mit drei Differentialgleichungen, sowie das Morris-Lecar-Modell, das FitzHugh-Nagumo-Modell und das Izhikevich-Modell mit zwei Differentialgleichungen. In den zweidimensionalen Modellen ist es insbesondere möglich, die Dynamik des Systems mithilfe eines Phasenraumportraits graphisch darzustellen. Damit lässt sich insbesondere der sprunghafte Anstieg des Membranpotentials bei einem Spike (Aktionspotential) mathematisch als Bifurkation erklären und anschaulich machen.
Eine noch größere Reduktion stellt das Integrate-and-Fire-Neuron dar. Hier wird nur noch ein passiver "Leck-Strom" durch die Membran hindurch explizit modelliert, die Generation des Aktionspotentials wird durch einen künstlichen Schwellenwert-Mechanismus ersetzt: Wann immer das Membranpotential einen Schwellenwert überschreitet, wird das Potential automatisch auf einen bestimmten Wert (oft das Ruhepotential) zurückgesetzt. Damit kann das Modell nur noch Prozesse unterhalb des Schwellenwerts abbilden – das Aufsummieren von synaptischen Inputströmen (integrate), und das "Feuern" eines Aktionspotentials beim Erreichen des Schwellenwerts (fire). Ein unschätzbarer Vorteil dieses Modells ist, dass man seine Differentialgleichung explizit lösen kann, so dass das Integrate-and-Fire-Modell trotz seiner starken Vereinfachung oft für mathematische Analysen von Gehirnfunktionen verwendet wird. Auch in Netzwerksimulationen wird es sehr oft eingesetzt, da es durch seine Einfachheit auch bei großen Netzen mit vielen Neuronen nur wenig Rechenzeit verbraucht.

### Feuerratenmodelle
Ein Ansatz zur weiteren Vereinfachung von Neuronenmodellen ist es, nicht mehr das Membranpotential selbst als dynamische Variable zu betrachten, sondern die Feuerrate, also die Frequenz, mit der Aktionspotentiale erzeugt werden, oder noch abstrakter die Aktivierung der Zelle, die keinen direkten Bezug mehr zur Physiologie hat. Das Neuron wird dann als nichtlineare Übertragungsfunktion zwischen Inputrate und Outputrate beschrieben, z. B. in Form einer Sigmoidfunktion. Beispiele für solche Modelle sind das Kontinuierliche Grundmodell und die McCulloch-Pitts-Zelle. Feuerraten- oder aktivierungsbasierte Modelle werden in Simulationen eingesetzt, die den Fokus auf die Netzwerkstruktur und das Lernen von synaptischen Verbindungen legen, vor allem im Gebiet der künstlichen neuronalen Netze.